# Arquidiocese de Indianápolis
A Arquidiocese de Indianápolis (Archidiœcesis Indianapolitana) é uma circunscrição eclesiástica da Igreja Católica sediada em Indianápolis, capital do estado norte-americano de Indiana. Criada em 1834 como Diocese de Vincennes, em 1898 foi renomeada para Diocese de Indianápolis e elevada a arquidiocese em 1944. Abrange, além de Indianápolis, 39 condados do estados de Indiana. Atualmente seu Arcebispo é Charles Coleman Thompson, sua sé episcopal é a Catedral de São Pedro e Paulo.
Possui 139 paróquias assistidas por 234 sacerdotes e cerca de 9,5% população jurisdicionada é batizada.

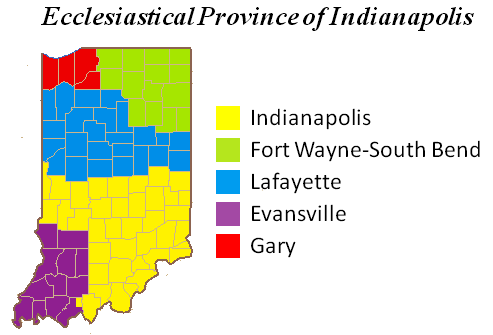
Província Eclesiástica de Indianápolis.

## História
Os registros mais antigos da Igreja Católica nos Território do Noroeste datam de 1749, mas missionários jesuítas franceses já haviam se estabelecido em 1730. Nessa época, a Igreja no que hoje compreende o Estado de Indiana estava sob a autoridade da Diocese de Quebec, Canadá. Em seus primeiros anos, a comunidade católica indiana experimentou o sofrimento durante a Revolução Americana, a hostilidade dos nativos americanos, as epidemias que atingiram a fronteira e uma profunda falta de dinheiro e sacerdotes para servir a população.
Em 1789, o Papa Pio VI criou a primeira diocese católica nos Estados Unidos, a Diocese de Baltimore.  passou para a autoridade do Bispo John Carroll  e em 1791 ele enviou Bento Joseph Flaget para suceder Pierre Gibault na incipiente Paróquia de São Francisco Xavier, em Vincennes. Em 1808 o Papa Pio VII criou quatro novas dioceses e os Territórios do Noroeste passaram para a jurisdição da Diocese de Bardstown (hoje Arquidiocese de Louisville) com Benedict Joseph Flaget como seu bispo.
Em 1832, o Bispo Flaget, juntamente com o Bispo Joseph Rosati de Saint Louis, Missouri, pediu a Santa Sé para nomear o Pe. Simon Bruté de Rémur como o primeiro Bispo de Vincennes. A Diocese foi erigida por decreto papal em 6 de maio de 1834 e Padre Rémur foi consagrado bispo em 28 de outubro do mesmo ano. Na época de sua instalação, havia apenas 3 sacerdotes na nova diocese que abrangia toda Indiana e o parte oriental de Illinois. O Bispo Rémur fez questão de visitar cada família católica em sua diocese, independentemente da distância de sua casa.  Em 1839, o Bispo Rémur enviou Célestine Guynemer de la Hailandière como um representante ao seu país natal, França. O bispo estava em busca de uma congregação religiosa para vir para a diocese e ensinar, fornecer instrução religiosa e ajudar os doentes. Com apenas alguns sacerdotes e um grande afluxo de imigrantes católicos de ascendência francesa, irlandesa e alemã. Rémur sabia a grande ajuda que uma ordem religiosa poderia proporcionar devido ao seu trabalho com a Santa Elizabeth Ann Seton e suas Irmãs da Caridade durante os anos de fundação e o  início da Universidade de Mount Saint Mary em Emmitsburg, Maryland. 
Enquanto Hailandière estava na França, o Bispo Rémur morreu em Vincennes e Hailandière foi então consagrado como segundo bispo da diocese. Um dos primeiros atos do bispo recém ordenado foi solicitar as Irmãs da Providência de Ruillé-sur-Loir, a ordem religiosa que viera com ele da França, o envio de um grupo de irmãs para atuar em Vincennes. A Superiora Geral das Irmãs da Providência, sugeriu que Theodora Guerin liderasse a tarefa. Mais tarde, em 1840, Theodora Guerin fundaria as Irmãs da Providência de Saint-Mary-of-the-Woods. Foi canonizada em 15 de outubro de 2006.
O Bispo Hailandière teve muitos problemas com o tamanho da Diocese, o que levou a sua renúncia em 1847. Seu sucessor, John Stephen Bazin, foi o primeiro bispo ordenado em Indiana mas morreu pouco depois, tendo servido apenas seis meses. Seu sucessor, Maurice de Saint-Palais, teve de lidar com questões monetárias não resolvidas do governo de Hailandière e uma epidemia de cólera. Entretanto, ampliou as oportunidades educacionais e ministeriais. 
O Bispo Saint-Palais teve de lidar com a chamada de soldados na Guerra Civil Americana. Vários sacerdotes da Diocese de Vincennes serviram como capelães. Saint-Palais não pregou em relação ao tema da Proclamação de Emancipação pois temia que isso era se aventurar na política, o que violaria seu caráter. O Bispo Saint-Palais morreu em 1877 e seu sucessor foi Francis Silas Chatard que assumiu a Diocese em 1878. O Bispo Chatard foi direcionado a fixar sua residência em Indianápolis. Embora a catedral e do título de Sé continuassem em Vincennes, o Bispo Chatard utilizou a Igreja de São João Evangelista em Indianápolis como uma catedral não oficial até a Catedral de São Pedro e São Paulo ser concluída em 1907. A Paróquia de São João Evangelista, criada em 1837, foi a primeira paróquia em Indianapolis e do Condado de Marion. Em 28 de março de 1898 o nome da diocese foi alterado para Diocese de Indianápolis.
O sucessor de Chatard, Joseph Chartrand, ampliou o sistema de educação de crianças na diocese, abrindo mais de 25 escolas primárias e secundárias em seus primeiros 14 anos de episcopado. Quando ele morreu, a Diocese mantinha 126 escolas primárias paroquiais e 19 escolas secundárias. Ele também enfrentou muitas adversidades durante seu episcopado. A eclosão da Primeira Guerra Mundial levou vários padres a fazerem sermões contra a guerra, bem como a ascensão do comunismo em seguida. Chartrand também lidou com ameaças da Ku Klux Klan, publicando uma lista de nomes dos membros da organização em um jornal. Em maio de 1925, Chartrand foi nomeado Arcebispo de Cincinnati e John McNicholas, Bispo de Duluth, Minnesota, foi nomeado Bispo de Indianapolis. Por razões que são desconhecidas, Chartrand foi capaz de convencer Roma que ele não deveria ocupar esse cargo e, por isso, em julho de 1925, os dois homens trocaram as posições; McNicholas foi nomeado Arcebispo de Cincinnati e Chartrand foi reconduzido a Diocese de Indianapolis. Durante os anos da Grande Depressão, ele dispensou toda a diocese do jejum, exceto às sextas-feiras durante a Quaresma.
Joseph Elmer Ritter sucedeu Chartrand como Bispo de Indianapolis. Em 1937, ele ordenou que três escolas femininas da Diocese permitissem o ingresso de alunos de todas as raças. Mais tarde, ele integrou todas as escolas sob a ameaça de serem fechadas. Além de escolas integradoras, Ritter foi nomeado Arcebispo de Indianapolis, quando a Diocese foi elevada em outubro de 1944 a Arquidiocese Metropolitana. Em 1946 ele se tornou o Arcebispo de Saint Louis e mais tarde cardeal. 
O Arcebispo Paul Clarence Schulte serviu como o líder da arquidiocese de 1946 até 1970 e participou do Concílio Vaticano II. Ele era conhecido por sua humildade, pela construção de três escolas de ensino médio na área de Indianapolis e por conduzir os fiéis através dos tempos tumultuosos da década de 1960. O sucessor de Schulte foi George Biskup.
O Arcebispo Edward Thomas O'Meara trabalhou para consolidar muitos dos escritórios da arquidiocese, e usou o antigo local da escola da Catedral como um edifício para escritórios. Ele era muito enérgico quando falava em relação à falta de padres e da necessidade de permanecer fiel sobre a questão do clero feminino, mesmo em face de uma escassez, bem como a defesa da vida e as necessidades dos pobres. Seu sucessor, Daniel Mark Buechlein, continuou com a defesa da vida, a promoção de uma boa educação e o amor e cuidado dos pobres através de seu ministério, com um foco especial sobre a educação a ponto que os jornais o chamarem de o "Bispo da Educação". Em 21 de setembro de 2011, o Vaticano aceitou a renúncia do Arcebispo Buechlein devido a razões de saúde. Em 16 de outubro de 2012, Joseph William Tobin foi escolhido pelo Papa Bento XVI para ser o Arcebispo de Indianápolis.

## Território
A Arquidiocese de Indianápolis abrange 39 condados de Indiana, são eles:

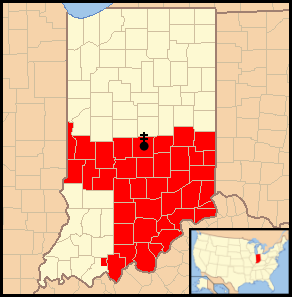
Área territorial da Arquidiocese de Indianápolis.

| - Bartholomew - Brown - Clark - Clay - Crawford - Dearborn - Decatur - Fayette - Floyd - Franklin | - Hancock - Harrison - Hendricks - Henry - Jackson - Jefferson - Jennings - Johnson - Lawrence - Marion | - Monroe - Morgan - Ohio - Orange - Owen - Parke - Perry - Putnam - Ripley - Rush | - Scott - Shelby - Spencer - Switzerland - Union - Vermillion - Vigo - Washington - Wayne |
| ------------------------------------------------------------------------------------------------- | --- | --------------------------------------------------------------------------------- | ----------------------------------------------------------------------------------------- |

## Prelados
| #                        | Nome                                           | Período    | Notas                            |
| Arcebispos               | Arcebispos                                     | Arcebispos | Arcebispos                       |
| ------------------------ | ---------------------------------------------- | ---------- | -------------------------------- |
| 7º                       | Charles Coleman Thompson                       | 2017-Atual |                                  |
| 6º                       | Joseph William Tobin, C.Ss.R.                  | 2012-2016  | Nomeado Arcebispo de Newark      |
| 5º                       | Daniel Mark Buechlein, O.S.B.                  | 1992-2011  |                                  |
| 4º                       | Edward Thomas O'Meara                          | 1979-1992  |                                  |
| 3º                       | George Joseph Biskup                           | 1970-1979  |                                  |
| 2º                       | Paul Clarence Schulte                          | 1946-1970  |                                  |
| 1º                       | Joseph Elmer Ritter                            | 1944-1946  | Nomeado Arcebispo de Saint Louis |
| Arcebispos-coadjutores   |                                                |            |                                  |
|                          | George Joseph Biskup                           | 1964-1970  |                                  |
| Bispos-auxiliares        |                                                |            |                                  |
|                          | Christopher James Coyne                        | 2011-2014  | Nomeado Bispo de Burlington      |
|                          | Joseph Elmer Ritter                            | 1933-1934  | Elevado a Bispo                  |
|                          | Denis O'Donaghue                               | 1900-1910  | Nomeado Bispo de Louisville      |
| Bispo                    |                                                |            |                                  |
| 9º                       | Joseph Elmer Ritter                            | 1934-1944  |                                  |
| 8º                       | Joseph Chartrand                               | 1925 -1933 |                                  |
| 7º                       | John Timothy McNicholas, O.P.                  | 1925       | Nomeado Arcebispo de Cincinnati  |
| 6º                       | Joseph Chartrand                               | 1918-1925  | Nomeado Arcebispo de Cincinnati  |
| 5º                       | Francis Silas Chatard                          | 1878-1918  |                                  |
| 4º                       | Jacques-Maurice De Saint Palais                | 1848-1877  |                                  |
| 3º                       | John Stephen Bazin                             | 1847-1848  |                                  |
| 2º                       | Célestine Guynemer de la Hailandière           | 1839-1847  |                                  |
| 1º                       | Simon Bruté de Rémur                           | 1834-1839  |                                  |
| Bispo-coadjutor          |                                                |            |                                  |
|                          | Joseph Chartrand                               | 1910-1918  |                                  |
|                          | Célestine René Laurent Guynemer de Hailandière | 1839       | Nomeado Bispo de Vincennes       |
| Administrador Apostólico |                                                |            |                                  |
|                          | Christopher James Coyne                        | 2011-2012  |                                  |